# When Pigs Have Wings
When Pigs Have Wings, título original en francés Le Cochon de Gaza (titulada Cuando los chanchos vuelen en Argentina, Colombia y Uruguay, y Un cerdo en Gaza en España y resto de Hisdpanoamérica), es una película de 2013 sobre el conflicto árabe-israelí dirigida por Silvayn Estibal que recibió el Premio Caesar a la mejor ópera prima. Es una coproducción franco-belga-alemana de 98 minutos.

## Argumento
La película, perteneciente al género comedia relata las vicisitudes de un pescador palestino cuando encuentra un cerdo, el animal impuro de la cultura musulmana, atrapado en sus redes. Intentando deshacerse de él y dada su crítica situación económica, tratará de venderlo. Ello le llevará a vivir momentos difíciles de gran hilaridad y ternura y a tratar con personas de la otras culturas y religiones.  La  película trata, con gran delicadeza y humor, la situación de indigencia en la que se encuentran muchos palestinos de Gaza debido al bloqueo de Israel y de los islamistas que controlan la zona.
Lo que podría ser real, los cerdos sí vuelan.

## Críticas
Según el crítico del diario El País, el protagonista, Jafar, interpretado por Sasson Gabai, es un "cruce entre Charlot, Nino Manfredi y Buster Keaton".
Para el ABC, “las virtudes del modestísimo filme son tan sólidas e inusuales que es imposible no sentir cariño por él”.
El director francés de origen uruguayo Sylvain Estibal obtuvo con esta película el Premio del Público en el Festival de Tokio 2011 y el César 2012 al mejor primer filme. En cuanto al protagonista, el actor israelí de origen iraquí  Sasson Gabai "se luce encarnando a su patético personaje, al borde de la indigencia y situado entre los peligrosos fuegos cruzados de los palestinos y los israelíes más radicales. El film opta por ser un mensaje de esperanza , a través de un humor negro, grotesco y surrealista".

## Reparto
- Sasson Gabai
- Baya Belal
- Myriam Tekaïa
- Ulrich Tukur